# Гузик, Леонид Алексеевич
Леонид Алексеевич Гузик (21 февраля 1933, Днепропетровск, Украинская ССР, СССР — 1986) — советский футболист еврейского происхождения, нападающий. Мастер спорта СССР (1957).

## Карьера
Воспитанник юношеской команды «Крылья Советов» (Куйбышев).
В 1954 году попал в главную команду города. Через год дебютировал в классе «А» советского первенства. Всего в элите нападающий провёл 5 лет, за это время сыграл за «Крылья Советов» 72 игры и забил 8 мячей. В классе «Б» за куйбышевцев Леонид Гузик провёл 24 поединка, в которых забил 10 мячей.
В 1956 году принимал участие в Спартакиаде народов СССР в составе сборной РСФСР.
В 1960 году нападающий вместе со своим партнером Станиславом Судаковым перешёл в ивановский «Текстильщик» и выступал за команду в классе «Б» в течение двух лет. Закончил свою карьеру футболист в днепропетровском «Днепре», также в классе «Б».
Работал главным тренером команды «Метеор» (Днепропетровск), позднее входил в тренерский штаб «Днепра». Также работал с женскими командами.
В 1972 году в Днепропетровске состоялся футбольный турнир для женщин — Кубок Валентины Терешковой, на котором дебютировал днепропетровский «Днепр» под руководством Леонида Гузика.